# 미겔 앙헬 란다
미겔 앙헬 곤살레스 란다(스페인어: Miguel Ángel González Landa, 1938년 11월 4일~)는 베네수엘라의 배우이다.

## 작품 목록

### 영화
- 게 2 (1984년)
- 게 (1982년)
- 담배 피우는 물고기 (1977년)
- 캐넌 목장 (1967년)
- 0011 나폴레옹 솔로 - 구사일생 (1964년)
- 딜론 보안관 (1955년)